# Стим, Мередит
Ме́редит Стим (англ. Meredith Stiehm; род. 1969) — американский продюсер и сценарист телевидения. Она является создателем хитовой криминальной драмы «Детектив Раш» и драматического триллера канала FX «Мост». Она является членом Гильдии сценаристов США и Гильдии продюсеров США.

## Карьера
Стим главным образом над сериалами «Детектив Раш» (как сценарист и шоураннер), «Скорая помощь» и «Полиция Нью-Йорка». Она была номинирована на премию «Эмми» в 1998 году за «лучший сценарий драматического сериала» за «Полицию Нью-Йорка». В 2004 году, Стим была одной женщин на CBS, которые были главными по телесериалам.
Хотя её последующая работа иллюстрирует интерес Стим к высокому давлению, средам, где доминируют мужчины, Стим получила своё начало в индустрии развлечений, написав сценарии к «Северной стороне» и, позже, к «Беверли-Хиллз, 90210».
В 2011 году, она присоединилась к триллеру канала Showtime «Родина» в качестве исполнительного продюсера, написав несколько сценариев для первых двух сезонов.
12 февраля 2013 года, Deadline Hollywood объявило, что FX подобрал драматический сериал Стим «Мост» на 13 эпизодов, который основан на датско-шведском сериале «Мост». Расположенное на границе между Эль-Пасо и Хуаресом, шоу сосредоточено на двух детективах — один из США, детектив Соня Кросс (Диана Крюгер), а другой из Мексики, Марко Руис (Демиан Бичир) — которые должны работать вместе, чтобы выследить серийного убийцу, действующего по обе стороны американо-мексиканской границы. Съёмки начались в апреле 2012 года, а премьера состоялась в июле 2013 года.

## Будущие проекты
Стим пишет сценарии и действует в качестве исполнительного продюсера, наряду с Джерри Брукхаймером и Майклом Бэем, «Кокаиновых ковбоев», драматического проекта канала HBO, основанного на одноимённом документальном фильме 2006 года.

## Личная жизнь
Стим выросла в Санта-Монике, Калифорнии, и окончила среднюю школу Санта-Моники, а затем изучала английский и драматургию в Пенсильванском университете (UPenn), окончив его в 1990 году. Опыт Стим в городской Филадельфии и как молодой женщины в индустрии развлечений обеспечили большую часть вдохновения для «Детектива Раша».

## Награды и номинации
- Премия «Эмми» (номинация), «Лучший сценарий драматического сериала» — «Полиция Нью-Йорка», 1998
- Премия «Эмми» (номинация), «Лучший драматический сериал» — «Полиция Нью-Йорка», 1999
- Премия «Эмми» (номинация), «Лучший драматический сериал» — «Скорая помощь», 2001